# Jesús Varona
Jesús Varona (Suárez, Cauca, Colombia; 7 de enero de 1997) es un futbolista colombiano que juega como Lateral.
Lateral zurdo, de personalidad sosegada y calmada, que en nada se relacionada con la explosividad de su talento por la banda. Con apenas 19 años, Jesús Varona es de esa clase de jugadores que escasean y se vuelven valiosos, la capacidad de poder ocupar la banda izquierda lo dota de una particularidad codiciada en este deporte. Pocos son los laterales que cumplen con este requerimiento, además de contar con un buen equilibrio en la marca y el desborde. Varona sigue en su proceso de crecimiento profesional pero seguramente la disciplina, junto a su serenidad para llevar a cabo cada uno de los entrenamientos, lo lleve a ocupar un lugar en nuestro plantel profesional.

## Trayectoria

### Inicios
Varona nació en Suárez, municipio al norte del departamento del Cauca, cerca de los pueblos de Timba y Robles. Cuna de futbolistas, Jesús se une a este legado para perpetuarlo. Es poco el tiempo que él pasó en su tierra por andar escalando entre diferentes equipos, las ‘casas hogares’ han sido su hogar y en la soledad que esto significa, el profesional ha crecido. Solitario, con la mente ocupada en su familia, en el desafío de convivir con personas diferentes, Jesús entendió los sacrificios de su decisión, pero de las grandes pruebas que pone la vida, surgen los grandes.

## América de Cali
Desde los 9 años, Varona y su familia decidieron embarcarse y enfrentar todas las dificultades  que plantea esta profesión. Pero fue sabio al escoger un lugar donde su pasión fuera material brindándole así comodidad: América de Cali. No es claro en decir si fue por influencia de su padre, lo claro es que el corazón de Jesús late por ‘La Banda del Diablo’. Jesús supo desde niño que era su color favorito, la camiseta más bella de todas y el escudo de todo un sentimiento.
Gracias a su buena presentación en el Torneo de las Américas del año pasado, después de un largo camino por diferentes equipos del país como Atlético Nacional y Once Caldas, Jesús Varona desembarcó en su casa, en Cascajal, Sede Deportiva de América. El 10 de marzo de 2016, Jesús fue  llamado por el profe Alberto Suárez, esa noche ante Cortuluá sumó el primer partido completo defendiendo al equipo de su alma, y como su homónimo de hace 2016 años, la gracias fue consumada.

## Clubes
| Club            | País     | Año  |
| --------------- | -------- | ---- |
| América de Cali | Colombia | 2016 |
| Atlético F. C.  | Colombia | 2017 |

## Palmarés

### Campeonato Nacionales
| Título    | Club            | País     | Año  |
| --------- | --------------- | -------- | ---- |
| Primera B | América de Cali | Colombia | 2016 |